# 센트루 지방

센트루 지방의 위치

센트루 지방(포르투갈어: Região Centro, IPA: ʁɨʒiˈɐ̃w ˈsẽtɾu "중부 지방")은 포르투갈의 중부 지방으로, 중심도시는 코임브라다. 이 지방의 다른 주요 도시로는 아베이루, 비제우, 레이리아, 카스텔루브랑쿠, 구아르다가 있다. 포르투갈을 구성하는 7개 지방 중 하나로, 유럽연합의 통계지역단위명명법 2단계 분류 지역으로 인정되는 지방이다. 2011년 기준으로 2,327,026명이 거주하고 있으며, 면적은 28,462 km2로 제곱킬로미터 당 82명의 인구밀도를 보인다.

## 하위 단위

### 준지방
- 바이슈몬데구(Baixo Mondego)
- 바이슈보우가(Baixo Vouga)
- 베이라인테리오르노르트(Beira Interior Norte)
- 베이라인테리오르술(Beira Interior Sul)
- 코바다베이라(Cova da Beira)
- 당라퐁이스(Dão-Lafões)
- 메디우테주(Médio Tejo)
- 오에스트(Oeste)
- 피냘인테리오르노르트(Pinhal Interior Norte)
- 피냘인테리오르술(Pinhal Interior Sul)
- 피냘리토랄(Pinhal Litoral)
- 세하다이스트렐라(Serra da Estrela)

### 현
- 레이리아현
- 카스텔루브랑쿠현
- 코임브라현
- 구아르다현*
- 비제우현*
- 산타렝현*
- 아베이루현*

- * 표시는 여러 지방에 걸쳐있는 현